# مردم-جانوران-طبیعت
مردم-جانوران-طبیعت (به انگلیسی: People Animals Nature (PAN)) یک طرفدار محیط زیست، حقوق حیوانات، و حزب سیاسی بر رفاه رفاه جانوران در پرتغال متمرکز است، که در سال ۲۰۰۹ بنیان‌گذاری شد. در انتخابات منطقه‌ای مادیران در سال ۲۰۱۱، ۲٫۱۳ درصد آرا با مجموع ۳۱۳۵ رای به دست آورد؛ بنابراین یک نماینده نیز در این پارلمان منطقه‌ای به نام Rui Manuel dos Santos Almeida انتخاب کرد. آنها در سال ۲۰۱۵ یک کرسی در مجلس جمهوری به دست آوردند.
در سال ۲۰۱۹، مردم-جانوران-طبیعت، یک کرسی در پارلمان اروپا به دست آورد و سهم خود را در مجلس به ۴ کرسی افزایش داد (با کسب ۲ کرسی در لیسبون، ۱ کرسی در پورتو و ۱ کرسی در ستوبال). در نوامبر ۲۰۲۱، در آستانه یک بحران سیاسی، ائتلافی که در آن زمان Geringonça نامیده می‌شد (اتحاد غیررسمی چپ) به دلیل اختلافات دربارهٔ قوانین کار و بودجه دولتی سال بعد منفجر شد. PAN تنها حزبی در پارلمان بود که از رای ممتنع با این استدلال که کشور برای بحران سیاسی و احتمالاً مالی دیگری در زمان همه‌گیری کووید-۱۹ آماده نیست، باقی ماند. این حرکت سیاسی تأثیری در نتایج نهایی رای‌گیری نداشت و دولت توسط رئیس‌جمهور وقت مارسلو ربلو دسوزا منحل شد.
سهم رای در انتخابات پارلمانی پرتغال